# Phylloscopus herberti
A Phylloscopus herberti a verébalakúak (Passeriformes) rendjébe, ezen belül a füzikefélék (Phylloscopidae) családjába és a Phylloscopus nembe tartozó faj. 9-10 centiméter hosszú. Egyenlítői-Guinea, Kamerun és Nigéria hegyvidéki nedves erdőiben él, 900-2200 méteres tengerszint feletti magasságon. Többnyire rovarokkal és pókokkal táplálkozik. Egész évben költ, de többnyire a száraz évszakban.

## Alfajai
- P. h. camerunensis (Alexander, 1909) – délkelet-Nigéria, nyugat-Kamerun;
- P. h. herberti (Alexander, 1903) – Egyenlítői-Guinea (Bioko-sziget és Alen-hegység).

## Fordítás
- Ez a szócikk részben vagy egészben  a   Black-capped woodland warbler című angol Wikipédia-szócikk fordításán alapul.  Az eredeti cikk szerkesztőit annak laptörténete sorolja fel. Ez a jelzés csupán a megfogalmazás eredetét és a szerzői jogokat jelzi, nem szolgál a cikkben szereplő információk forrásmegjelöléseként.